# Comic LO
Comic LO (コミックエルオー Komikku Eru Ō?) es una revista japonesa de manga erótico que presenta a personajes femeninos ficticios prepubescentes, precoces y muy juveniles. La revista ha sido publicada por Akane Shinsha desde octubre de 2002. Se publicó irregularmente hasta mayo de 2004, cuando se convirtió en una revista mensual. El "LO" significa "lolita only (solo lolita)". Las ilustraciones de portada son de Takamichi. El volumen 143 se publicó el 21 de diciembre de 2015.

## Historia
Comic LO originalmente era un número extra de otras revistas eróticas, pero se volvió independiente el 21 de diciembre de 2005. El 22 de mayo de 2010, el editor puso el anuncio para detener la carga ilegal en su sitio web oficial. En diciembre de 2015, se actualizaron los estándares de Comic LO con respecto a las ilustraciones. A Amagappa Shōjogun, un artista de manga para la revista, se le dijo que dibujara a más chicas que lucieran con más edad, ya que se veían demasiado jóvenes.